# Arhopala ormistoni
Arhopala ormistoni är en fjärilsart som beskrevs av Riley 1920. Arhopala ormistoni ingår i släktet Arhopala och familjen juvelvingar. Inga underarter finns listade i Catalogue of Life.